# Ctenitis tindalii
Ctenitis tindalii là một loài thực vật có mạch trong họ Dryopteridaceae. Loài này được Tardieu miêu tả khoa học đầu tiên năm 1964.